# Marcin Grzymowicz
Marcin Grzymowicz (ur. 8 marca 1969 w Gdyni) – polski aktor teatralny i telewizyjny, wokalista, nauczyciel techniki śpiewu i rehabilitant zaburzeń głosu. W latach 2016–2021 występował w roli doktora Stanisława Potockiego w serialu medycznym TVP2 Na sygnale.

## Życiorys

### Wczesne lata
Mieszkał i uczył się w Sopocie, rozpoczął studia polonistyczne w Uniwersytecie Gdańskim. W 1993 ukończył studia na wydziale aktorskim PWST w Krakowie. W 2001 ukończył Podyplomowe Studia Public Relations w krakowskiej Akademii Ekonomicznej, a w 2022 Rehabilitację Zaburzeń Głosu w Uniwersytecie Łódzkim. Kształcił się też wokalnie pod kierunkiem Żanety Groborz-Mazanek. W latach 2001–2009 był Dyrektorem Artystycznym w krakowskiej firmie eventowej.

### Kariera
Brał udział w prapremierze światowej Wdów Sławomira Mrożka w reż. autora na festiwalu teatralnym w Sienie we Włoszech. Debiutował w 1993 r. rolą Ignaca w Trans-Atlantyku Gombrowicza w reż. Mikołaja Grabowskiego w Teatrze Śląskim w Katowicach. Grał w teatrach: Śląskim w Katowicach, STU i Groteska w Krakowie,  Nowym (dyr. A. Hanuszkiewicz) w Warszawie. W Teatrze Łaźnia Nowa występował w spektaklu Witkacego Maciej Korbowa i Bellatrix w reżyserii Krystiana Lupy.
Brał udział w telewizyjnych programach muzycznych i serialach, w tym Trędowata, Adam i Ewa, M jak miłość, Klan, Barwy szczęścia i Pierwsza miłość. Na dużym ekranie pojawił się po raz pierwszy w niewielkiej roli sekretarza Czurdy w dramacie wojennym Stevena Spielberga Lista Schindlera (Schindler’s List, 1993). W 2016 przyjął rolę czarnego charakteru Stanisława Potockiego w serialu Na sygnale, w którego wcielał się do 2021 roku.
Był twórcą i jednym z wykonawców show Cabaret de Paris, współtworzył zespół Sense Quartet, z którym wykonywał program Sing a Swing złożony ze standardów jazzu i muzyki rozrywkowej. W radiu internetowym prowadził audycję poświęconą muzyce jazzowej.
Był autorem Warsztatów ekspresji mowy i ciała w SCKM w Krakowie, współprowadzącym Warsztaty kształcenia i doskonalenia mowy i ciała, a także według własnego projektu realizował zajęcia Mowa w procesie komunikacji w AGH w Krakowie.
Prowadzi Szkołę głosu w Warszawie i Ustanowie, w której uczy prawidłowej emisji i techniki śpiewu oraz zajmuje się rehabilitacją zaburzeń głosu. Rozwój głosu prowadzi też w ramach Warsztatów aktorskich Doroty Zięciowskiej.

## Filmografia
- 1993: Lista Schindlera jako sekretarz Czurdy
- 1999–2000: Trędowata jako Edmund Prątnicki
- 2000: Przeprowadzki jako żołnierz niemiecki dający karabin Sokołkowi
- 2000–2001: Adam i Ewa jako policjant
- 2002, 2009: M jak miłość jako recepcjonista
- 2003–2017: Na Wspólnej jako gracz, klient oraz producent
- 2004–2006: Pierwsza miłość jako strażak
- 2008–2015: Barwy szczęścia jako lekarz
- 2009–2010: Klan jako Przemysław Kunysz, właściciel sklepów Best Way
- 2009: Czas honoru
- 2010: Samo życie jako lekarz w Szpitalnym Oddziale Ratunkowym
- 2010: Usta usta jako Wiktor
- 2010: Hotel 52 jako policjant
- 2010: Joanna jako mąż Joanny
- 2011: Wiadomości z drugiej ręki jako lekarz
- 2013: Komisarz Alex jako docent Korsak
- 2013: Prawo Agaty jako rzeczoznawca językoznawca
- 2014: Na dobre i na złe jako dr Waldemar Leśniewski, kardiochirurg
- 2014: Sama słodycz jako lekarz
- 2014: Przyjaciółki jako lekarz
- 2015: Strażacy
- 2016–2021: Na sygnale jako Stanisław Potocki
- 2016: Druga szansa jako mediator
- 2016: Na noże jako Michał Kręcina
- 2017: O mnie się nie martw jako Antoni
- 2018: W rytmie serca jako Barnicki
- 2018: Pułapka jako mąż Różańskiej
- 2018: Chyłka – Zaginięcie
- 2019: Kobiety mafii 2
- 2019: Echo serca jako prowadzący spotkanie